# Kalianget (Seririt)
Kalianget is een bestuurslaag in het regentschap Buleleng van de provincie Bali, Indonesië. Kalianget telt 3617 inwoners (volkstelling 2010).